# ۲۰۴۰ (میلادی)
۲۰۴۰ (میلادی) (MMXL) دوهزار و چهلمین سال تقویم میلادی است. سالی کبیسه خواهد بود و از یک شنبه آغاز خواهد شد.

## مناسبت‌ها
المپیک 2040

## رویدادهای برنامه‌ریزی شده
- انگلستان و فرانسه برنامه دارند که تا این سال، فروش اتوموبیل های دیزلی و بنزینی را ممنوع کنند.[۱]
- ژاپن اولین کارخانۀ انرژی پلاسما خود را  فعال خواهد کرد.[۲]